# Nonanoylchlorid
Nonanoylchlorid ist eine organische Verbindung aus der Gruppe der Carbonsäurechloride und ein Derivat der Nonansäure.

## Reaktionen
Die Reaktion mit Methylamin ergibt N-Methylnonanoylamid, welches wiederum zu N-Methylnonylamin und N-Methyl-N-nitroso-1-nonanamin umgesetzt werden kann. Daneben kann Nonanoylchlorid verwendet werden, um Natriumnonanoyloxybenzolsulfonat herzustellen. Durch Reaktion mit Phenol in Gegenwart von Aluminiumchlorid entsteht 1-(4-Hydroxyphenyl)nonan-1-on. Die elektrochemische Fluorierung von Nonanoylchlorid ergibt Perfluornonanoylfluorid beziehungsweise nach Hydrolyse Perfluornonansäure.